# مانگا (میناس گرایس)
مانگا (به پرتغالی: Manga) یک شهرداری در برزیل است که در میناز ژرایس واقع شده‌است. مانگا ۱٬۹۵۰٫۱۸۴ کیلومتر مربع مساحت و ۱۸٬۲۲۶ نفر جمعیت دارد و ۴۴۰ متر بالاتر از سطح دریا واقع شده‌است.